# Renascer (telenovela de 1993)
Renascer (título en español: Renacer) es una telenovela brasileña producida y transmitida por TV Globo en 1993, escrita por Benedito Ruy Barbosa y dirigida por Luiz Fernando Carvalho.

## Reparto
| Actor/Actriz         | Personaje                             |
| -------------------- | ------------------------------------- |
| Antônio Fagundes     | José Inocêncio (Zé Inocêncio)         |
| Adriana Esteves      | Mariana                               |
| Marcos Palmeira      | João Pedro Inocêncio                  |
| Patrícia Pillar      | Eliana Vieira                         |
| Herson Capri         | Teodoro Gouveia                       |
| Luciana Braga        | Sandra Gouveia Martinez               |
| Tarcísio Filho       | Zé Bento (José Bento Inocêncio)       |
| Maria Luísa Mendonça | Buba (Alcides)                        |
| Marco Ricca          | Zé Augusto (José Augusto Inocêncio)   |
| Regina Dourado       | Morena                                |
| Roberto Bonfim       | Deocleciano                           |
| Osmar Prado          | Tião Galinha                          |
| Chica Xavier         | Inácia de Jesus Galvão                |
| Tereza Seiblitz      | Joaninha (Joana)                      |
| Paloma Duarte        | Teca (Maria Tereza)                   |
| Jackson Antunes      | Damião                                |
| Leila Lopes          | Lu                                    |
| Cosme dos Santos     | Zinho Jupará                          |
| Luiz Carlos Arutin   | Rachid                                |
| Nelson Xavier        | Norberto                              |
| Isabel Fillardis     | Ritinha (Rita de Cássia)              |
| Jackson Costa        | Padre Lívio                           |
| Eliane Giardini      | Dona Patroa (Iolanda Martinez)        |
| Ruy Rezende          | Bernardo                              |
| Grande Otelo         | Seu Francisco Galvão                  |
| Mara Carvalho        | Aurora                                |
| Oberdan Júnior       | Pitoco                                |
| Cassiano Carneiro    | Neno                                  |
| Cecil Thiré          | Delegado Olavo                        |
| Clementino Kelé      | Jarbas                                |
| Kadu Moliterno       | Rafael                                |
| Íris Nascimento      | Lourdinha                             |
| Rita Santana         | Flor                                  |
| Lamartine Ferreira   | Marcelo                               |
| Joffre Soares        | Padre Santo                           |
| José de Abreu        | Egberto Ramos                         |
| Cláudia Lira         | Valquíria Pereira (Kika)              |
| Taumaturgo Ferreira  | Zé Venâncio (José Venâncio Inocêncio) |
| Fernanda Montenegro  | Jacutinga                             |

### Primera fase
| Actor/Actriz      | Personaje            |
| ----------------- | -------------------- |
| Leonardo Vieira   | Zé Inocêncio (joven) |
| Patrícia França   | Maria Santa          |
| José Wilker       | Belarmino            |
| Solange Couto     | Inácia (joven)       |
| Gésio Amadeu      | Jupará               |
| Cacá Carvalho     | Venâncio             |
| Ana Lúcia Torre   | Quitéria             |
| Leonardo Brício   | Diocleciano (joven)  |
| Cyria Coentro     | Morena (joven)       |
| Betty Erthal      | Nena                 |
| Daniele Rodrigues | Marianinha (joven)   |
| Pablo Sobral      | João Pedro (niño)    |
| Toninho da Cruz   | Zinho Jupará (niño)  |
| Bertrand Duarte   | Felipe               |

## Premios
Troféu APCA (1993)
- Mejor Telenovela
- Mejor Actor - Antônio Fagundes
- Mejor Actor de Reparto - Osmar Prado
- Mejor Actriz de Reparto - Regina Dourado
- Revelación Masculina - Jackson Antunes

Troféu Imprensa (1993)
- Mejor Telenovela
- Mejor Actor - Antônio Fagundes
- Revelación del Año - Jackson Antunes